# びっくりばこドン
『びっくりばこドン』は、1972年4月8日から1980年3月15日までNHK教育テレビジョンの『幼稚園・保育所の時間』枠で放送されていた教育番組である。放送時間は毎週土曜日 10:30 - 10:45 （日本標準時）、別の時間帯での再放送あり。

## 出演者
- なべさん - なべおさみ[1][2][3]
- マリ子さん - 植木まり子[1][3] - 「植木マリ子」または「うえきまりこ」名義でクレジットされている回もあり。
なべさんのアシスタント[4]。

## スタッフ
- 構成 - 東竜男、長崎武昭
- 音楽 - 若月明人